# IEEE 802.1D
 (décembre 2024).
 (décembre 2024).
 (décembre 2024).
La mise en forme du texte ne suit pas les recommandations de Wikipédia : il faut le « wikifier ».
Les points d'amélioration suivants sont les cas les plus fréquents. Le détail des points à revoir est peut-être précisé sur la page de discussion.
- Les titres sont pré-formatés par le logiciel. Ils ne sont ni en capitales, ni en gras.
- Le texte ne doit pas être écrit en capitales (les noms de famille non plus), ni en gras, ni en italique, ni en « petit »…
- Le gras n'est utilisé que pour surligner le titre de l'article dans l'introduction, une seule fois.
- L'italique est rarement utilisé : mots en langue étrangère, titres d'œuvres, noms de bateaux, etc.
- Les citations ne sont pas en italique mais en corps de texte normal. Elles sont entourées par des guillemets français : « et ».
- Les listes à puces sont à éviter, des paragraphes rédigés étant largement préférés. Les tableaux sont à réserver à la présentation de données structurées (résultats, etc.).
- Les appels de note de bas de page (petits chiffres en exposant, introduits par l'outil «  Source ») sont à placer entre la fin de phrase et le point final[comme ça].
- Les liens internes (vers d'autres articles de Wikipédia) sont à choisir avec parcimonie. Créez des liens vers des articles approfondissant le sujet. Les termes génériques sans rapport avec le sujet sont à éviter, ainsi que les répétitions de liens vers un même terme.
- Les liens externes sont à placer uniquement dans une section « Liens externes », à la fin de l'article. Ces liens sont à choisir avec parcimonie suivant les règles définies. Si un lien sert de source à l'article, son insertion dans le texte est à faire par les notes de bas de page.
- La présentation des références doit suivre les conventions bibliographiques. Il est recommandé d'utiliser les modèles {{Ouvrage}}, {{Chapitre}}, {{Article}}, {{Lien web}} et/ou {{Bibliographie}}. Le mode d'édition visuel peut mettre en forme automatiquement les références.
- Insérer une infobox (cadre d'informations à droite) n'est pas obligatoire pour parachever la mise en page.

Pour une aide détaillée, merci de consulter Aide:Wikification.
Si vous pensez que ces points ont été résolus, vous pouvez retirer ce bandeau et améliorer la mise en forme d'un autre article.
 (décembre 2024).
La norme IEEE 802.1D définit les ponts Ethernet MAC, englobant le pontage, le protocole Spanning Tree et d'autres fonctionnalités. Elle est élaborée par le groupe de travail IEEE 802.1 de l'IEEE et inclut des détails spécifiques pour l'interconnexion avec de nombreux autres projets IEEE 802, notamment les normes largement utilisées 802.3 (Ethernet), 802.11 (réseaux locaux sans fil Wi-Fi) et 802.16 (WiMax).

## Normes IEEE 802.1
Les ponts utilisant des réseaux locaux virtuels (VLAN) ne sont pas inclus dans la norme 802.1D. Ceux-ci sont spécifiés dans une norme distincte, la norme IEEE 802.1Q, publiée pour la première fois en 1998.
En 2014, toutes les fonctionnalités définies par la norme IEEE 802.1D ont été intégrées dans deux autres normes :
- IEEE 802.1Q-2014, qui traite des ponts et des réseaux pontés ;
- IEEE 802.1AC (Media Access Control (MAC) Services Definition), qui définit le service MAC.

Il était prévu de retirer officiellement la norme 802.1D en 2022.

### Historique des publications
- 1990 : Publication originale (802.1D-1990).
- 1993 : Norme ISO/CEI 10038:1993.
- 1998 : Version révisée (802.1D-1998, ISO/IEC 15802-3:1998), intégrant les extensions P802.1p, P802.12e, 802.1j-1996 et 802.6k-1992.
- 2004 : Version révisée (802.1D-2004), intégrant les extensions 802.11c-1998, 802.1t-2001, 802.1w-2001, et supprimant le protocole Spanning Tree d'origine, remplacé par le RSTP.

#### Modifications de la norme 802.1D-2004
- 2004 : Petit amendement (802.17a-2004) ajoutant la prise en charge du pont 802.17.
- 2007 : Petit amendement (802.16k-2007) ajoutant la prise en charge du pont 802.16.
- 2012 : Introduction du pontage par le chemin le plus court (IEEE 802.1aq-2012, amendement à 802.1Q-2011).